# リカルド・ルカレッリ・ソウザ
リカルド・ルカレッリ・ソウザ（Ricardo Lucarelli Souza、1992年2月14日 - ）は、ブラジルの男子バレーボール選手。ブラジル代表。

## 来歴

### クラブチーム
コンタジェン出身。2010年、Itambé/Minasへ入団しバレーボール選手としてのキャリアをスタートさせる。2011/12シーズンのブラジル・スーパーリーガで3位となる。2012/13シーズンはリーグでベストスパイカー賞を受賞した。2013/14シーズンはSesi São Pauloへ移籍し2年間プレーした。2015/16シーズンからはFunvic Natalでプレーした。2018/19シーズンのブラジル・スーパーリーガで優勝に大きく貢献しMVPとベストアウトサイドヒッター賞を受賞した。2020/21シーズンからはイタリアセリエAのTrentino Volleyでプレーした。翌シーズンはセリエA1のVolley Lubeに移籍し、2021/22シーズンのリーグ制覇に貢献した。欧州チャンピオンズリーグで5位、世界クラブ選手権で準優勝を果たした。2022/23シーズンはGas Sales Bluenergy Piacenzaでプレーすることが発表された。
2024年、SVリーグのジェイテクトSTINGS愛知への入団が発表された。

### 代表チーム
アンダーカテゴリーの代表として2009年のU-19世界選手権に出場しベストレシーバー賞を受賞した。2011年、シニアのブラジル代表に初選出された。2012年のワールドリーグで代表デビューした。2013年のワールドリーグでは銀メダルを獲得し、自身もベストアウトサイドヒッター賞を受賞した。同年8月のパンアメリカンカップで優勝し自身も大会のMVPに選ばれた。同年11月のグラチャンで金メダルを獲得した。2014年、ポーランドで開催された世界選手権で銀メダルを獲得し、自身も大会のベストアウトサイドヒッター賞を受賞した。2016年、地元開催のリオデジャネイロ五輪で母国を金メダルへ導き、自身もベストアウトサイドヒッター賞を受賞した。2017年、グラチャンでは大会2連覇を果たし、MVPとベストアウトサイドヒッター賞を受賞した。2019年、ワールドカップで金メダルを獲得した。

## 球歴
- オリンピック - 2016年、2021年、2024年
- 世界選手権 - 2014年、2022年
- ワールドカップ - 2019年
- グラチャン - 2013年、2017年
- ネーションズリーグ - 2019年、2021年、2022年
- ワールドリーグ - 2012年、2013年、2014年、2016年、2017年

## 受賞歴
- 2009年 U-19世界選手権 ベストレシーバー賞
- 2013年 2012/13ブラジルスーパー・リーガ ベストスコアラー賞
- 2013年 ワールドリーグ ベストアウトサイドヒッター賞
- 2013年 パンアメリカンカップ MVP
- 2013年 南米選手権 ベストアウトサイドヒッター賞
- 2014年 ワールドリーグ ベストアウトサイドヒッター賞
- 2014年 世界選手権 ベストアウトサイドヒッター賞
- 2016年 ワールドリーグ ベストサーバー賞
- 2016年 リオデジャネイロ五輪 ベストアウトサイドヒッター賞
- 2017年 ワールドリーグ ベストアウトサイドヒッター賞
- 2017年 グラチャン MVP、ベストアウトサイドヒッター賞
- 2019年 2018/19ブラジルスーパー・リーガ MVP、ベストアウトサイドヒッター賞
- 2021年 南米選手権 ベストアウトサイドヒッター賞

## 所属クラブ
- Itambé/Minas（2010-2013年）
- Sesi São Paulo（2013-2015年）
- Funvic Natal（2015-2020年）
- Trentino Volley（2020-2021年）
- Volley Lube（2021-2022年）
- Gas Sales Bluenergy Piacenza（2022-2024年）
- ジェイテクトSTINGS愛知（2024年-）